# Добрејци
Добрејци (мкд. Добрејци) ау насеље у Северној Македонији, у југоисточном делу државе. Добрејци су насеље у оквиру општине Струмица.

## Географија
Добрејци су смештени у југоисточном делу Северне Македоније. Од најближег града, Струмице, насеље је удаљено 4 km северно.
Насеље Добрејци се налази у историјској области Струмица. Насеље је положено у западном делу Струмичког поља. Сеоски атар је равничарски и цео под ратарским културама. Надморска висина насеља је приближно 230 метара. 
Месна клима је блажи облик континенталне због близине Егејског мора (жарка лета).

## Становништво
Добрејци су према последњем попису из 2002. године имали 1.764 становника.
Већинско становништво у насељу су етнички Македонци (100%).
Претежна вероисповест месног становништва је православље.